# Liste des communes de la province de Zélande
La province néerlandaise de Zélande est constituée de 13 communes (depuis 2003).
| N⁰    | Commune                           | Superficie totale | Superficie terre | Superficie mer | Population | Date population  | Densité (sup terre) | Maire                       | Parti Politique |
| ----- | --------------------------------- | ----------------- | ---------------- | -------------- | ---------- | ---------------- | ------------------- | --------------------------- | --------------- |
| 1     | Borsele                           | 194.52            | 141.72           | 52.80          | 22 613     | 1er janvier 2016 | 159.56              | Gerben Dijksterhuis         | CU              |
| 2     | Goes                              | 101.92            | 92.68            | 9.24           | 37 213     | 1er janvier 2016 | 401.52              | Margo Mulder                | PvdA            |
| 3     | Hulst                             | 251.82            | 201.44           | 50.38          | 27 376     | 1er janvier 2016 | 135.90              | Jan-Frans Mulder            | CDA             |
| 4     | Kapelle                           | 49.63             | 37.13            | 12.50          | 12 640     | 1er janvier 2016 | 340.43              | Huub Hieltjes               | VVD             |
| 5     | Middelbourg (Middelburg)          | 53.04             | 48.54            | 4.50           | 47 889     | 1er janvier 2016 | 986.59              | Harald Bergmann             | VVD             |
| 6     | Beveland-du-Nord (Noord-Beveland) | 121.51            | 85.82            | 35.69          | 7 416      | 1er janvier 2016 | 86.41               | Letty Demmers-van der Geest | D66             |
| 7     | Reimerswaal                       | 242.42            | 101.99           | 140.43         | 22 260     | 1er janvier 2016 | 218.26              | José van Egmond             | CDA             |
| 8     | Schouwen-Duiveland                | 488.21            | 230.07           | 258.14         | 33 737     | 1er janvier 2016 | 146.64              | Gerard Rabelink             | Sans Étiquette  |
| 9     | L'Écluse (Sluis)                  | 307.16            | 279.67           | 27.49          | 23 651     | 1er janvier 2016 | 84.57               | Marga Vermue-Vermue         | CDA             |
| 10    | Terneuzen                         | 317.76            | 250.65           | 67.11          | 54 658     | 1er janvier 2016 | 218.07              | Jan Lonink                  | PvdA            |
| 11    | Tholen                            | 254.00            | 147.09           | 106.91         | 25 418     | 1er janvier 2016 | 172.81              | Marleen Sijbers             | VVD             |
| 12    | Veere                             | 206.63            | 133.13           | 73.50          | 21 961     | 1er janvier 2016 | 164.896             | Rob van der Zwaag           | CDA             |
| 13    | Flessingue (Vlissingen)           | 344.83            | 34.18            | 310.65         | 44 438     | 1er janvier 2016 | 1 300.12            | Bas van den Tillaar         | CDA             |
| TOTAL |                                   | 2 933.45          | 1 784.11         | 1 149.34       | 381 270    | 1er janvier 2016 | 213.70              |                             |                 |